# Assedio di Kobanê
L'assedio di Kobanê fu un'operazione militare, avviata dallo Stato Islamico dell'Iraq e del Levante, il 13 settembre 2014, per conquistare sia l'omonima cittadina siriana che il Cantone di Kobani, entrambi situati al confine con la Turchia, nella regione de facto autonoma del Rojava. L'offensiva fu completamente respinta dai curdi e dai loro alleati in scontri che si protrassero fino al 15 marzo 2015.
La battaglia per Kobanê è considerata un punto di svolta nella guerra contro l'ISIS. Durante il suo svolgimento i miliziani, avendo concentrato le proprie forze in un'area relativamente ristretta, subirono pesanti perdite per via dei bombardamenti della coalizione a guida statunitense. In seguito a ciò, non furono più in grado di effettuare offensive efficaci per conquistare altre città e cominciarono progressivamente a perdere terreno contro le neoformate Forze Democratiche Siriane (SDF) e contro l'esercito governativo.
A partire dal 2 ottobre 2014, l'ISIS riuscì a catturare 350 tra villaggi e città curde situati nelle vicinanze di Kobanê, causando la fuga di 300 000 civili curdi, che fuggirono attraverso il confine per rifugiarsi nella provincia turca di Şanlıurfa. Nel gennaio 2015 il loro numero aumentò a 400,000. Le Unità di Protezione Popolare (YPG) si coordinarono insieme ad alcune forze dell'Esercito siriano libero (FSA) all'interno dell'operazione congiunta "Vulcano d'Eufrate". A questa coalizione si unirono alcuni Peshmerga iracheni,  mandati dal Governo Regionale del Kurdistan, diversi combattenti turchi del Partito dei Lavoratori del Kurdistan (PKK) nonché gli Stati Uniti ed i loro alleati arabi, che fornirono supporto aereo tramite attacchi aerei mirati.
Il 14 ottobre 2014, le Unità di Protezione Popolare, aiutate dal continuo supporto aereo statunitense, iniziarono la riconquista della città, portando lo Stato Islamico a ritirarsi costantemente con l'avanzare dell'operazione. La città fu completamente riconquistata il 27 gennaio 2015 tuttavia la maggior parte dei rimanenti villaggi nel cantone di Kobani rimasero sotto il controllo dello Stato islamico per i mesi successivi. Le milizie curde, insieme a gruppi armati arabi alleati e coperte dagli attacchi aerei americani effettuarono rapide avanzate nelle zone rurali della città, costringendo l'ISIS a ritirarsi a 25 chilometri dalla città entro il 2 febbraio 2015. A fine aprile 2015, l'ISIS perse la maggior parte dei villaggi conquistati, ma mantenne il controllo su alcune dozzine di villaggi catturati nella parte nordovest del governatorato di Ar-Raqqah.
Verso la fine del giugno 2015 l'ISIS lanciò una nuova offensiva contro la città facendo partire i propri miliziani dalla Turchia e andando a colpire le retrovie nemiche.  L'attacco fallì ma uccise almeno 233 civili.

## Contesto
Il 19 luglio 2012, durante la guerra civile siriana, le Unità di Protezione Popolare presero il controllo di Kobanê. Dal luglio di quell'anno, la città fu sotto il controllo curdo, mentre le YPG e i politici curdi resero il cantone di Kobanê una regione autonoma de facto, considerata parte del Kurdistan siriano. Durante la guerra le milizie curde e quelle dell'Esercito Siriano Libero entrarono in conflitto aperto con quelle salafite che erano inizialmente legate al Fronte al-Nusra e in seguito confluirono nell'ISIS. Tali milizie, anche grazie ad un'intensa propaganda via web, riuscirono a raggruppare numerosi combattenti stranieri nelle loro file ed ottennero rapidi e notevoli successi militari.
Il 29 giugno 2014, in seguito alla caduta della città irachena di Mosul, Abu Bakr al-Baghdadi, il leader della formazione, annunciò la "restaurazione del Califfato Islamico" nella moschea di al-Nuri. In seguito a ciò si intensificarono gli attacchi dei miliziani sui diversi fronti, compreso quello della Siria nord-orientale comprendente il distretto di Kobanê.

## L'avanzata dell'ISIS
Controllato dalle Forze curde
     Controllato dall'esercito siriano libero
     Controllato dallo Stato Islamico

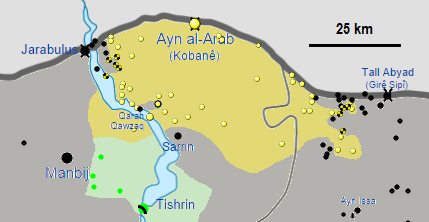
La situazione territoriale all'inizio dell'offensiva dello Stato Islamico contro Kobanê, il 13 settembre 2014.
Controllato dalle Forze curde
Controllato dall'esercito siriano libero
Controllato dallo Stato Islamico

Il 13 settembre 2014, l'ISIS lanciò una massiccia offensiva mirata alla conquista del cantone di Kobanî e della città, spingendo dai villaggi ai confini occidentale e orientale del cantone. Il 17 settembre 2014, dopo la conquista di un ponte di importanza strategica sull'Eufrate avvenuta il giorno prima, l'ISIS lanciò la grande offensiva in direzione della città, usando carri armati, razzi e artiglieria, e nel giro di un giorno conquistarono 21 villaggi curdi. L'avanzata lasciò Kobanê circondata dalle forze jihadiste, e costrinse i combattenti dell'Esercito Siriano Libero rimasti nella regione sudoccidentale del cantone a ritirarsi nella città. Due giorni dopo, l'ISIS catturò altri 39 villaggi, facendo avanzare la sua linea d'attacco e avvicinando le proprie forze a 20 chilometri dalla città. 45 000 rifugiati attraversarono il confine con la Turchia, temendo la conquista della regione da parte dell'ISIS, ma numerosi rifugiati furono fermati al confine dalle autorità turche, che ordinarono loro di ritornare nella città. Gli abitanti di 100 villaggi vicini furono evacuati dopo essere stati bersagliati dal continuo bombardamento d'artiglieria dell'ISIS, e dozzine di civili e combattenti YPG furono uccisi con l'avanzare dell'offensiva.
Il 20 settembre 2014 le forze dell'ISIS giunsero a 15 chilometri da Kobane, dopo aver catturato altri tre villaggi, ed iniziarono a bombardare l'area entro 10 chilometri dalla città. Nel frattempo, più di 300 combattenti curdi raggiunsero la città dalla Turchia come rinforzi. L'ufficiale veterano del Partito del Lavoratori del Kurdistan Murat Karayilan si appellò a tutti i giovani curdi chiedendo loro di unirsi alle forze curde in Siria. Durante lo stesso giorno, tre razzi esplosero all'interno di Kobanê, seminando il panico fra i suoi abitanti. Dall'inizio dell'offensiva, 34 civili vennero uccisi, mentre i rifugiati salivano a 60 000
Al 21 settembre 2014, i militanti dell'ISIS avevano conquistato complessivamente 64 villaggi; 39 jihadisti e 27 combattenti curdi furono uccisi nelle precedenti 48 ore. Le forze curde evacuarono circa 100 villaggi situati all'interno dei propri territori dopo che i jihadisti iniziarono l'offensiva contro di essi. Le truppe dell'ISIS giunsero a 10 chilometri dalla città, e continuarono ad avanzare, mentre iniziarono i combattimenti nei sobborghi meridionali ed orientali di Kobanê, a 13 chilometri dal centro cittadino. Il giorno dopo, un portavoce curdo riferì che l'avanzata nemica era stata fermata nella zona orientale della città durante la notte. Nonostante l'avanzata fosse entrata in stallo, le forze dell'ISIS iniziarono a bombardare il centro della città, e i combattimenti continuarono nelle vicinanze del villaggio di Mojik, 6 chilometri circa ad ovest di Kobanê e nel villaggio di Alishar, a 7 chilometri ad est della città. Nello stesso giorno il Vice Primo Ministro turco Numan Kurtulmus affermò che più di 130 000 siriani curdi erano fuggiti all'avanzata jihadista attraversando il confine con la Turchia.
Il 24 settembre, le forze dell'ISIS continuarono la loro avanzata verso la città, nonostante alcuni attacchi aerei mirati a distruggere le proprie linee di rifornimento, catturando altri villaggi e ricevendo rinforzi. La linea del fronte occidentale si spostò verso un insieme di villaggi chiamato Siftek, grazie ad ulteriori rinforzi consistenti in uomini e carri armati arrivati il giorno prima. Il mattino seguente, i combattenti dell'ISIS erano a soli 2 chilometri dalla città, e i combattimenti continuavano. A questo punto, l'ISIS controllava il 75% del cantone di Kobanî, mentre le forze curde avevano solo il controllo di Kobanê, della piccola città di Shera e di 15 villaggi limitrofi.
Il 26 settembre 2014, le truppe jihadiste conquistarono una collina usata nei giorni precedente dall' YPG come punto d'attacco a 10 chilometri ad ovest dalla città, e catturò anche un villaggio situato a 7 chilometri ad est di Kobanê.

### Gli attacchi aerei della coalizione e l'assedio di Kobanê.
1 marzo
     18 settembre
     21 settembre
     24 settembre

Mappa mostrante le conquiste dell'ISIS dall'inizio dell'offensiva.
1 marzo
18 settembre
21 settembre
24 settembre

Il 27 settembre 2014, gli aerei della coalizione statunitense ed araba bombardarono per la prima volta, l'area intorno a Kobanê bersagliando le posizioni dell'ISIS nel villaggio di Alishar, a 4 chilometri dalla città, usato come centro di comando dai jihadisti. Nonostante gli attacchi aerei contro le postazioni avanzate, i jihadisti furono comunque in grado di bersagliare la città con la propria artiglieria, ferendo numerose persone. Si ritiene che la reticenza nell'uso degli attacchi aerei a supporto della città curda fu dovuto alla volontà di evitare di irritare la Turchia.
Il 28 settembre 2014, 1 500 combattenti curdi raggiunsero la città dalla Turchia per fornire rinforzi. Il giorno seguente, i jihadisti si avvicinarono da sud e sudest ed arrivarono a 5 chilometri dalla città, mentre quest'ultima era sottoposta al bombardamento nemico per il secondo giorno consecutivo. Il giorno successivo l'ISIS giunse a 2-3 chilometri da Kobanê , catturando i villaggi di Siftek e Kazikan, che saranno poi usati per preparare gli attacchi alla città.
Il 1 ottobre 2014, le forze jihadiste avanzarono da sud-est e sul fronte occidentale, dal quale le forze curde si erano ritirate. L'ISIS riuscì quindi a conquistare l'ultimo villaggio alla periferia ovest di Kobanê, giungendo ad un chilometro dall'ingresso della città. A questo punto, le forze curde iniziarono a fortificare le proprie posizioni utilizzando sacchi di sabbia e si prepararono alla guerriglia urbana. La sera, i curdi, a corto di munizioni, continuarono a ritirarsi. Le forze jihadiste entrarono nella periferia della città, catturarono numerosi prigionieri ed effettuarono torture, stupri e mutilazioni, decapitando tutti i combattenti curdi arrestati, incluse le donne.
Il 2 ottobre 2014, l'ISIS aveva conquistato 350 dei 354 villaggi che circondavano la città, posizionandosi a poche centinaia di metri dal centro cittadino e generando violenti scontri.
Il giorno seguente, l'ISIS prese il controllo delle entrate meridionali e orientali della città, occupando anche una collina strategica e una torre radio che sovrastavano la città. I jihadisti continuarono a tentare di entrare nella città, mentre i raid aerei della coalizione continuavano a bersagliare le postazioni nemiche. A quel punto la città era quasi completamente disabitata, ad eccezione dei difensori. L'ultimo giornalista straniero lasciò la città il 4 ottobre 2014. In totale, il 90% della popolazione della regione era stata evacuata.

## L'ingresso dei miliziani nella città
Il 5 ottobre 2014 attorno alla collina di Mishtenur avvennero duri scontri in cui si giunse anche al combattimento corpo a corpo. Tale posizione era strategica in quanto sovrastava il settore meridionale di Kobanê. Dopo aver conquistato la collina, i miliziani dell'ISIS riuscirono quindi a sfondare le difese curde, coperti dal fuoco di cecchini, mitragliatrici pesanti e colpi d'artiglieria, entrando nei settori sudorientali della città e dando inizio al combattimento urbano.
Il 6 ottobre 2014 i jihadisti penetrarono di altri 100 metri dentro il centro abitato, ed iniziarono a far sventolare su diversi edifici le bandiere del sedicente califfato. In quel momento le forze jihadiste contavano su una forza di 9 000 uomini. I miliziani tentarono di avanzare ulteriormente, ma dopo aver preso la Route 48, caddero in un'imboscata tesa dalle YPG, nel corso della quale vennero uccisi 20 jihadisti. Per tutto il giorno infuriarono combattimenti per il controllo dei distretti di Maqtala al-Jadida e Qan Arab, risolti con la conquista di entrambi i distretti da parte delle forze dell'ISIS, che riuscirono a prendere anche la zona industriale della città.
Nella mattina del 7 ottobre 2014, dopo intensi bombardamenti statunitensi che distrussero alcune unità corazzate jihadiste, le forze curde riuscirono ad respingere i combattenti da buona parte della zona orientale di Kobanê, conquistata la notte precedente, anche se i miliziani riuscirono comunque a mantenere il controllo di alcune posizioni del settore. Nel frattempo l'ISIS riuscì a conquistare numerosi edifici situati nella parte meridionale della città, tra cui un ospedale in costruzione situato nella zona occidentale.

## L'ingresso in città della resistenza curda e la battaglia per la città

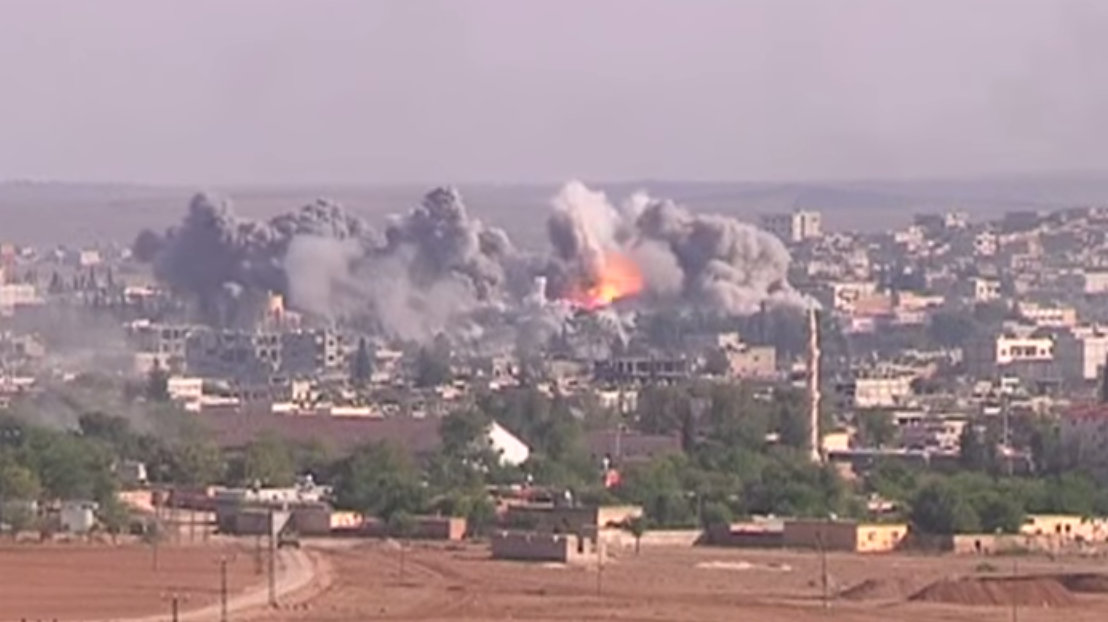
Attacchi aerei della coalizione sulle posizioni dell'ISIS a Kobane, nell'ottobre 2014.

I primi bombardamenti contro le forze dell'ISIS nella città da parte della coalizione internazionale a guida USA furono avviati a partire dal 4 ottobre 2014. In seguito ai furiosi assalti del 5 ottobre alla collina di Mishtenur e all'ingresso dei miliziani dell'ISIS nel settore meridionale di Kobanê, il 9 ottobre Daesh controllava circa un terzo della città. Tra l'11 e il 13 ottobre 2014, furono respinti numerosi assalti dei miliziani, anche grazie a un'intensa azione sulla città da parte dell'aviazione statunitense che arrivò a totalizzare fino a 21 missioni in una sola notte. Il 31 ottobre 2014, un convoglio composto da 40 veicoli e 150 peshmerga, con al traino pezzi di artiglieria e lanciarazzi, entrò in territorio siriano. Nei giorni successivi varcarono la frontiera molti camion e veicoli blindati, soldati curdo-iracheni, membri del PKK e cittadini europei di origine curda. Pochi giorni dopo i curdi annunciarono di aver conquistato le colline che circondano la città e almeno una decina di villaggi, asserendo inoltre di aver liberato buona parte della città.

## La riconquista curda
L'8 novembre 2014 le milizie curde avanzarono nei quartieri di al-Haj Rashid e al-Baladia, costringendo l'ISIS a distogliere truppe dal fronte di Aleppo. Il 16 novembre i curdi riuscirono a conquistare la strada per al-Raqqa, tagliando le linee di rifornimento degli assedianti. Il 18 novembre fonti curde affermarono di aver riconquistato 6 palazzi situati nel centro della città, cogliendo di sorpresa le truppe dell'ISIS che dovettero lasciare nelle mani della coalizione un deposito pieno di mitragliatrici, mortai, armi leggere e munizioni. Il 13 dicembre i curdi presero il controllo di importanti posizioni situate a sud della città e il 20 dicembre circondarono, assediarono e conquistarono il Centro Culturale Islamico, quartier generale dei terroristi. Il 5 gennaio 2015 furono conquistati il Security Box e la Sharia School. Il giorno successivo fu respinto un disperato contrattacco dei miliziani su tali posizioni.
Il 19 gennaio i curdi riconquistarono la collina Mishtenur, isolando il nemico dalle proprie retrovie. Il 24 gennaio avvenne il collasso delle difese dell'ISIS il quale controllava ormai solo il 20% della città. Il 26 gennaio i curdi annunciarono di aver riconquistato completamente Kobanê e allo stesso tempo di aver liberato dall'ISIS circa due terzi del distretto, ovvero quasi 2200 km quadrati. Il 30 gennaio 2015 anche il portavoce dell'ISIS ammise la sconfitta.